# Janez Klemenčič
Janez Klemenčič, född den 21 september 1971 i Jesenice i Slovenien, är en slovensk roddare.
Han tog OS-brons i fyra utan styrman i samband med de olympiska roddtävlingarna 1992 i Barcelona.